# A Light for Attracting Attention
A Light for Attracting Attention (укр. «Світло для привернення уваги») — дебютний студійний альбом англійського гурту The Smile, що вийшов у цифровому форматі 13 травня 2022 року, а на фізичних носіях — 17 червня 2022 року.
До складу Smile входять учасники Radiohead: Том Йорк і Джонні Грінвуд, а також барабанщик Sons of Kemet — Том Скіннер. Продюсером альбому виступив Найджел Годріч, постійний продюсер Radiohead. The Smile працювали під час карантину через COVID-19 і несподівано дебютували на виступі, який транслював фестиваль Glastonbury Festival у травні 2021 року.
На початку 2022 року вони випустили п'ять синглів і вперше виступили перед аудиторією на трьох концертах у Лондоні в січні, які транслювали в прямому ефірі. У травні вони розпочали європейське турне на підтримку альбому.

## Історія створення і запис
До складу The Smile входять учасники Radiohead Том Йорк і Джонні Ґрінвуд, а також барабанщик Sons of Kemet Том Скіннер. Вони дебютували з несподіваним сетом для концертного відео Live at Worthy Farm, знятого на фестивалі Ґластонбері та показаного 22 травня 2021 року.
The Smile почали працювати над A Light for Attracting Attention з продюсером Найджелом Ґодрічем незадовго до першого локдауну у Великобританії, спричиненого COVID-19. За словами Йорка, Ґрінвуд і Скіннер «вже відстежили близько чотирьох речей ще до того, як я дізнався, що відбувається». Йорк писав тексти пісень у себе вдома під час локдауну; також записував вокал у студії Ґодріча зі свого дому, використовуючи програмне забезпечення для потокової передачі даних, перед тим, як його діти щодня поверталися зі школи. Йорк сказав: «Це затягнулося… Це було глибоко розчаровуючим, але це було однаково для всіх». За словами Ґрінвуда, до вересня 2021 року альбом був майже готовий.
Йорк виконав пісню The Smile «Free in the Knowledge» на концерті Letters Live у лондонському Королівському Альберт-голі в жовтні. 29 і 30 січня 2022-го The Smile вперше виступили перед публікою на трьох концертах у лондонському клубі Magazine, які транслювалися в прямому ефірі. Йорк вперше виконав пісню «Skrting on the Surface» у 2009 році, а в іншому аранжуванні — у 2012 році з Radiohead. 2009 року він сольно виконав пісню «Open the Floodgates».

## Стиль
На думку різних критиків, A Light for Attracting Attention — це альбом у стилі артрок, постпанк, прогресивний рок, електроніка, та афробіт, який досліджує елементи мат-року, пост-року, ґранджу, електро-року, психоделічного року, фанку, джазу, брейкбіту, вонкі, та системної музики. Обкладинка альбому була створена Йорком спільно з давнім соратником Radiohead Стенлі Донвудом.

## Реліз та промо
Дебютний сингл The Smile, «You Will Never Work in Television Again», вийшов на стрімінгових сервісах 5 січня 2022 року. 27 січня вони випустили «The Smoke», а 17 березня — «Skrting on the Surface». «Pana-vision» вийшов 3 квітня разом з новою сольною піснею Йорка «That's How Horses Are»; обидві пісні були використані у фіналі телесеріалу Гострі картузи, який вийшов в ефір в той день. 20 квітня вийшла пісня «Free in the Knowledge», а 9 травня — «Thin Thing». У березні The Smile випустили 7-дюймовий вініл з піснями «You Will Never Work In Television Again» і «The Smoke», розігравши їх у лотерею в незалежних магазинах звукозапису.
The Smile анонсували A Light for Attracting Attention 20 квітня 2022 року, разом з синглом «Free in the Knowledge». Альбом вийшов в цифровому вигляді на лейблі XL Recordings 13 травня, а фізичний реліз відбувся 17 червня. У травні The Smile розпочали європейське турне, а в листопаді — північноамериканське. На розігріві туру був саксофоніст Роберт Стіллман, який також приєднався до гурту для виконання деяких пісень. Турне включало виступи на The Tonight Show, NPR Tiny Desk Concerts і KEXP.
У листопаді The Smile випустили спеціальне видання альбому на лейблі Rough Trade. Вони також випустили лімітований 10-дюймовий вініл з концертними треками та читанням вірша Вільяма Блейка «Посмішка»("The Smile) актором Кілліаном Мерфі, який використовувався як вступ до живих виступів The Smile. 14 грудня гурт випустив цифровий міні-албьом The Smile (Live at Montreux Jazz Festival, July 2022) записаний під час виступу на джазовому фестивалі в Монтре, Швейцарія. За ним вийшов обмежений тираж вінілового EP, Europe: Live Recordings 2022.

## Відгуки
На сайті Metacritic A Light for Attracting Attention отримав 86 балів зі 100 на основі 23 рецензій від критиків, що свідчить про «загальне визнання». Pitchfork нагородив його відзнакою «найкраща нова музика», а критик Райан Домбал написав, що це «миттєво, безпомилково найкращий альбом сайд-проєкту Radiohead». У червні 2022 року Spin назвав A Light for Attracting Attention найкращим альбомом року на сьогоднішній день. Критик Зак Шонфельд написав, що його найкращі моменти дорівнюють будь-якій роботі Йорка і Ґрінвуда з часів альбому Radiohead In Rainbows 2007 року, і що «він майже викликає бажання надіслати листівку зі співчуттям трьом іншим учасникам Radiohead». У The Guardian Алексіс Петрідіс назвав його альбомом тижня, написавши, що він «можливо, не є кардинально іншим, але все одно винятковим».
A Light for Attracting Attention спочатку досяг 19 місця в UK Albums Chart. Після роздрібного релізу через місяць він досягнув п'ятої сходинки. Uncut додав реліз до списку найкращих альбомів року. Rough Trade назвав його найкращим альбомом року у своєму рейтингу в США та другим найкращим у своєму рейтингу у Великій Британії. На церемонії вручення премії Libera Awards у 2023 році він був номінований на «Запис року».

## Список композицій
Автор слів — Том Йорк, автор музики - Том Йорк, Джонні Ґрінвуд, Том Скіннер, Найджел Ґодріч. 
| #     | Назва                                     | Тривалість |
| ----- | ----------------------------------------- | ---------- |
| 1.    | «The Same»                                | 4:19       |
| 2.    | «The Opposite»                            | 3:06       |
| 3.    | «You Will Never Work in Television Again» | 2:48       |
| 4.    | «Pana-vision»                             | 4:08       |
| 5.    | «The Smoke»                               | 3:39       |
| 6.    | «Speech Bubbles»                          | 4:16       |
| 7.    | «Thin Thing»                              | 4:30       |
| 8.    | «Open the Floodgates»                     | 4:29       |
| 9.    | «Free in the Knowledge»                   | 4:12       |
| 10.   | «A Hairdryer»                             | 5:17       |
| 11.   | «Waving a White Flag»                     | 3:47       |
| 12.   | «We Don't Know What Tomorrow Brings»      | 3:16       |
| 13.   | «Skrting on the Surface»                  | 5:31       |
| 53:18 |                                           |            |

## Учасники запису
The Smile
- Том Йорк — вокал (всі треки), синтезатор (1, 2, 9–12), піаніно (1, 4, 8), гітара (1, 3, 6, 10, 12), бас (5, 7, 13), вокодер (7), секвенсер (8), акустична гітара (9).
- Джонні Ґрінвуд — синтезатор (1, 11), гітара (1–3, 5, 7, 8, 13), піаніно (1, 6, 9); бас (2–4, 9, 10, 12, 13); клавішні (6); акустична гітара (11); арфа (6)
- Том Скіннер — барабани (2–7, 9–13); перкусія (2 і 6)

Додаткові виконавці
- Лондонський сучасний оркестр
  - Г'ю Брант — диригент
  - Елоїза-Флер Том — скрипка
  - Алессандро Руїзі — скрипка
  - Зара Беньюнес — скрипка
  - Софі Мазер — скрипка
  - Агата Дараскайте — скрипка
  - Шарлотта Боннетон — скрипка
  - Зої Метьюз — альт-скрипка
  - Кліфтон Гаррісон — альт-скрипка
  - Олівер Коутс — віолончель
  - Макс Руїзі — віолончель
  - Клер О'Коннелл — віолончель
- Джейсон Ярд — саксофон
- Роберт Стілман — саксофон
- Челсі Кармайкл — флейта
- Натаніель Крос — тромбон
- Байрон Валлен — труба
- Теон Крос — туба
- Том Герберт — контрабас
- Дейв Браун — контрабас

Продюсування
- Найджел Ґодріч
- Боб Людвіг — мастерінг

Обкладинка, художні роботи
- Том Йорк
- Стенлі Донвуд

## Чарти
| Чарт (2022)                                          | Найвища позиція |
| ---------------------------------------------------- | --------------- |
| Австралія Australian Albums (ARIA)                   | 15              |
| Австрія Austrian Albums (Ö3 Austria)                 | 8               |
| Бельгія Belgian Albums (Ultratop Flanders)           | 5               |
| Бельгія Belgian Albums (Ultratop Wallonia)           | 3               |
| Канада Canadian Albums (Billboard)                   | 95              |
| Данія Danish Albums (Hitlisten)                      | 11              |
| Нідерланди Dutch Albums (MegaCharts)                 | 3               |
| Фінляндія Finnish Albums (Suomen virallinen lista)   | 24              |
| Франція French Albums (SNEP)                         | 13              |
| Німеччина German Albums (Offizielle Top 100)         | 6               |
| Ірландія Irish Albums (OCC)                          | 11              |
| Італія Italian Albums (FIMI)                         | 24              |
| Японія Japanese Albums (Oricon)                      | 13              |
| Японія Japanese Hot Albums (Billboard Japan)         | 21              |
| Нова Зеландія New Zealand Albums (Recorded Music NZ) | 25              |
| Португалія Portuguese Albums (AFP)                   | 9               |
| Шотландія Scottish Albums (OCC)                      | 2               |
| Іспанія Spanish Albums (PROMUSICAE)                  | 16              |
| Швейцарія Swiss Albums (Schweizer Hitparade)         | 8               |
| Велика Британія UK Albums (OCC)                      | 5               |
| Велика Британія UK Independent Albums (OCC)          | 1               |
| США US Billboard 200                                 | 19              |